# Iryna Vil'de
Iryna Vil'de, pseudonimo di Daryna Dmytrivna Polotnjuk (in ucraino Дарина Дмитрівна Полотнюк (Макогон)?, nata Makohon; Černivci, 5 maggio 1907 – Leopoli, 30 ottobre 1982), è stata una scrittrice ucraina.
I suoi lavori sono considerati dei classici nella letteratura ucraina. Vinse il Premio Ševčenko nel 1965.

## Biografia

### Gli inizi

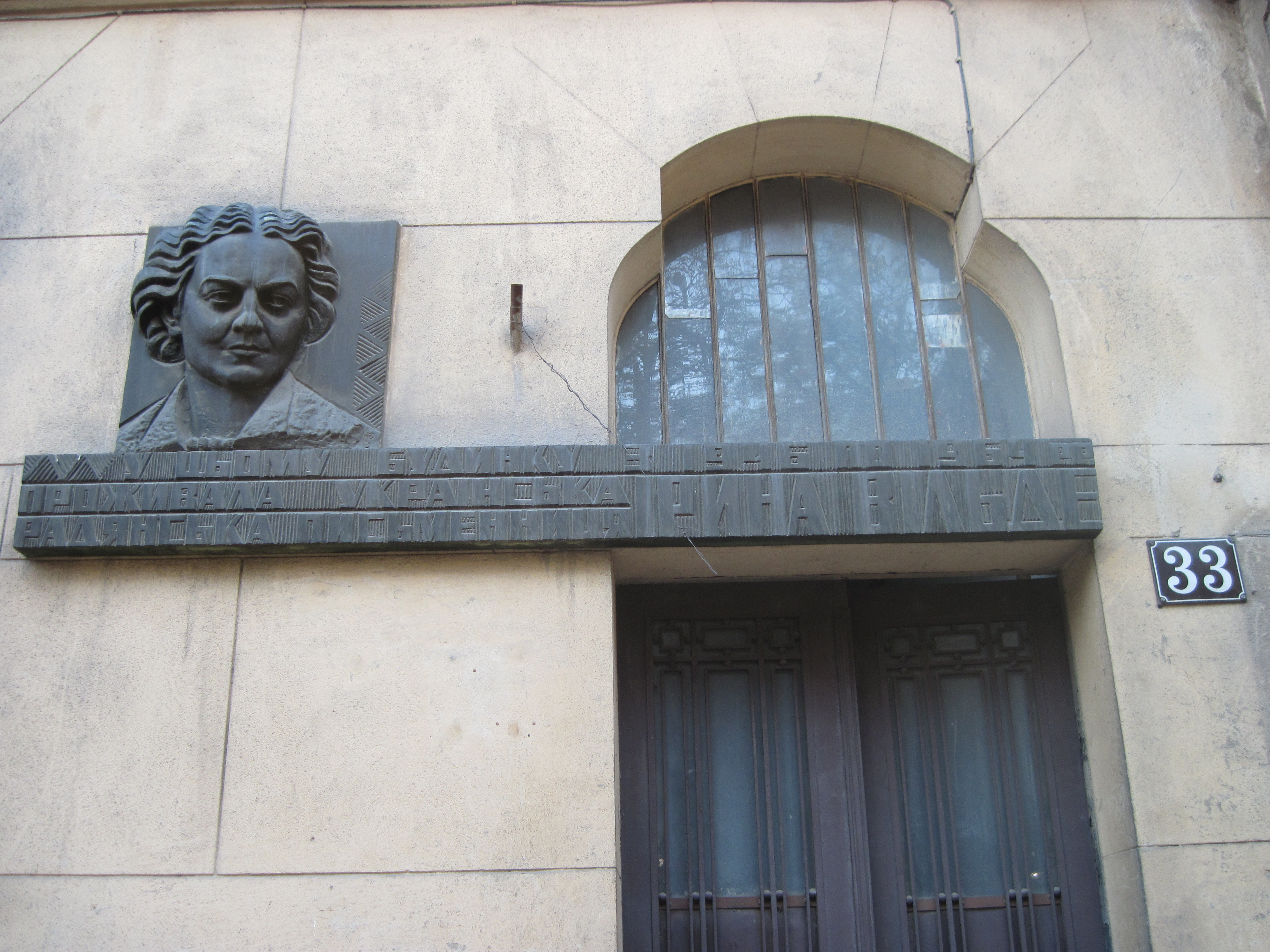
Targa commemorativa a Iryna Vil'de a Leopoli

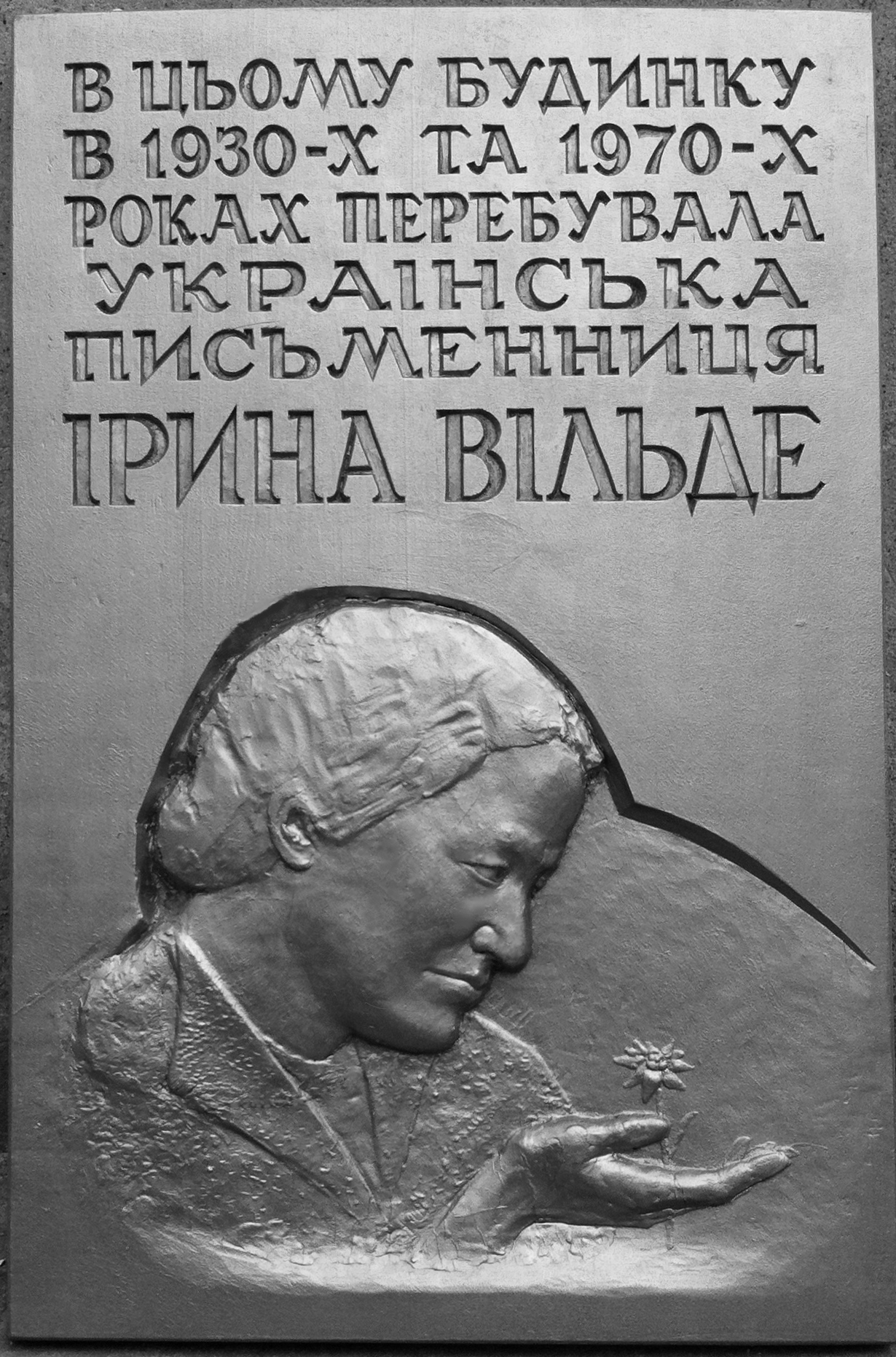
Targa commemorativa a Iryna Vil'de sull'edificio del Museo letterario di Prykarpattja a Ivano-Frankivsk

Nacque dall'insegnante e scrittore Dmytro Makohon, originario di Chorostkiv, in Galizia, e da sua moglie di nazionalità tedesca. I suoi fratelli erano Orest, che sarebbe diventato un membro delle forze armate ucraine e che sarebbe emigrato in Germania, e Bohdan, soldato della divisione Waffen SS galiziana che avrebbe riparato negli Stati Uniti.
Dal 1922 venne iscritta al ginnasio della sua città natale, al tempo occupata dalla Romania. Nel 1923 la famiglia si trasferì a Stanislavóv, parte della Seconda Repubblica Polacca situatasi in Bucovina, regione per la quale Daryna sarebbe stata legata per il resto della sua vita.
Iniziò a scrivere durante gli anni di studi presso la scuola della Società pedagogica ucraina. Secondo la studiosa Marija Val'o, il suo primo racconto Marička venne pubblicato nel settimanale Ukraiskij golos di Przemyśl nel 1926.
Nel 1928 si iscrisse al dipartimento di umanistica dell'Università di Leopoli. In quegli anni prese parte alle attività del gruppo studentesco non universitario degli ucraini, i cui membri tenevano presentazioni su argomenti linguistici e letterari, leggevano e discutevano le proprie opere, alcune delle quali vennero pubblicate nei periodici.
Nel 1930 Daryna lasciò l'università e tornò a Stanislavov, dove lavorò come insegnante e collaborò con le riviste ucraine. In quell'anno pubblicò il primo racconto Povist' žittja ("La storia della vita", in seguito noto come Poema žittia - "Il poema della vita").
Dal 1932 visse a Kolomyja dove fu redattrice della rivista Žinoča dolja ("Il destino delle donne") e del suo supplemento mensile Svit molodi ("La Luce della gioventù). Nel 1936 nacque il figlio maggiore Jarema.
Raccolse i manoscritti, gli articoli pubblicati e le memorie di Bohdan-Ihor Antonyč.

### Durante la seconda guerra mondiale
Nel 1940 fu accettata nell'Unione degli scrittori della RSS ucraina.
Durante l'occupazione tedesca visse nel villaggio di Mykulyčyn (ora distretto di Nadvirnjan nell'oblast' di Ivano-Frankivs'k e suo marito lavorò nella rete dell'Organizzazione dei Nazionalisti Ucraini. Nel 1942 nacque il secondo figlio Maksim.
Dopo la denuncia dei polacchi locali alla Gestapo, il suo marito venne arrestato e lo stesso giorno Iryna e i suoi figli, avvertiti dai funzionari del governo tedesco, fuggirono dai parenti di lei a Chodoriv. Dopo la fucilazione di suo marito da parte dei nazisti, Daryna si trasferì nel villaggio di Dobrivljany, poi nell'estate del 1944 tornò a Chodoriv.

### Nel dopoguerra
Nell'autunno del 1944 si trasferì a Leopoli con Ol'ga Dučymins'ka. In quegli anni lavorò come corrispondente speciale per il quotidiano Pravda Ukrainy e nel 1947 divenne deputata della Verchovna Rada della RSS ucraina. Nel 1949 pubblicò la raccolta di racconti Zelena brama incentrata su Leopoli.
Tra il 1949 e il 1951 venne perseguitata dall'Unione degli scrittori, così come Mychajlo Rudnyc'kyj, con l'accusa di nazionalismo. Nel maggio 1950 sposò un ingegnere russofono dell'oblast' di Charkiv, il colonnello del KGB Ivan Drob'jazek (1897-1971).
Con la fine della persecuzione si placò, nel 1952 pubblicò il romanzo Povnolitni dity, e tra il 1955 e il 1956 la rivista Žovten' pubblicò il primo volume del romanzo Sestry Ričyns'ki, pubblicato separatamente nell'anno 1958.
Nel suo appartamento a Leopoli tenne salotti letterari e mascherate carnevalesche. Nel 1962 organizzò l'arrivo a Leopoli di giovani poeti e scrittori di Kiev Ivan Dzjuba, Ivan Drač e Mykola Vingranovs'kyj, appartenenti alla corrente dei Šestidesjatniki.
Nel 1964 fu pubblicato il secondo volume di Sestry Ričyns'ki, per il quale l'anno successivo ricevette il Premio Ševčenko.
Dal 1965 al 1966 diresse la sede di Leopoli dell'Unione degli scrittori dell'Ucraina, presso la quale introdusse la tradizione de "L'ultima pagina": ogni ultimo giorno dell'anno si teneva una serata letteraria in cui gli scrittori leggevano alcune delle loro nuove opere.

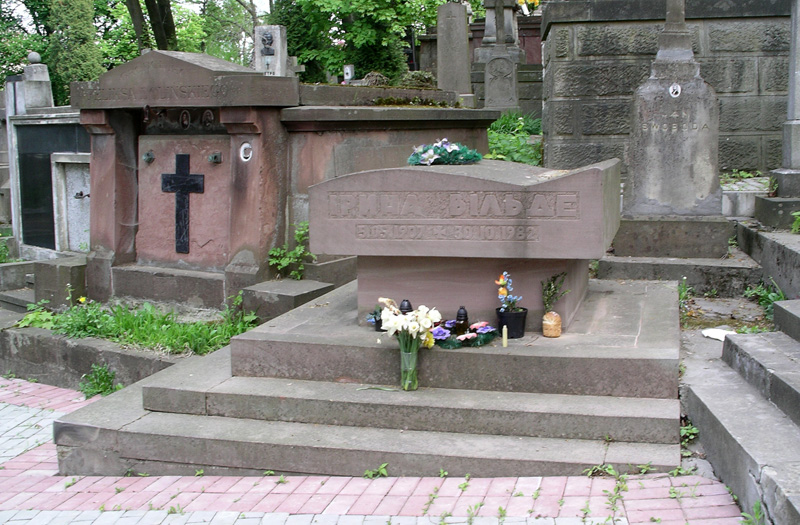
La tomba di Iryna Wil'de a Lviv nel cimitero di Lychakiv

Morì il 30 ottobre 1982 ed è sepolta nel cimitero di Lychakiv a Leopoli. Le sue opere sono state tradotte in polacco, tedesco, russo, rumeno, ungherese e in altre lingue.

## Analisi delle opere
La prima prosa di Iryna Vil'de si sviluppò principalmente nella direzione del neoromanticismo e del simbolismo, le principali tendenze letterarie della sua epoca sua. Il suo stile venne influenzato da Ol'ga Kobyljans'ka e Mychajlo Jac'kov, con i quali la scrittrice mantenne contatti personali, nonché dalle scrittrici polacche Maria Dombrowska e Zofia Nalkowska. Inoltre, era a conoscenza anche delle ultime tendenze letterarie paneuropee.
I primi lavori di Vil'de sono caratterizzati da un inizio narrativo scarno e da un potente flusso di lirismo, che venne delineato dal suo compagno di studi e amico Bohdan-Ihor Antonyč in una recensione, che non fu pubblicata all'epoca a causa della morte del poeta. La caratteristica dominante del primo periodo di Vil'de è lo stile romanzesco.
Il romanzo Povnolitni dity (Figli adulti) illumina l'atmosfera della vita della popolazione ucraina della Bucovina sotto il dominio della Romania, che era anche una continuazione delle trame dei primi romanzi. La successiva revisione del romanzo con soddisfazione della critica socialista violò la credibilità psicologica del mondo dei "bambini adulti", diffondendoli su diversi lati delle "barricate di classe", facendone alcuni filosovietici, altri invece "nazionalisti borghesi ucraini".
Vil''de rese omaggio alle esigenze del realismo socialista nelle sue opere, dove l'accuratezza delle osservazioni e la psicologia delle caratteristiche si uniscono spesso alla schematicità delle soluzioni della trama e alla schiettezza delle immagini.
L'apice del suo lavoro fu romanzo Sestry Ričync'ki ("Le sorrelle Ričyns'ki"). Per genere è un romanzo-cronaca familiare con una trama altamente drammatica, in cui un panorama della vita della Galizia nella prima metà del XX secolo è riprodotto in forma sociale, domestica, filosofica e individuale attraverso il prisma di destini umani unici, con una profonda conoscenza della psicologia femminile.